# Aga Muhlach
Aga Muhlach (Manilla, 12 augustus 1969) is een Filipijns acteur en reclamemodel. Muhlach is een van de populairste acteurs uit de Filipijnse cinema en speelde sinds 1978 rollen in tientallen Filipijnse films. In de jaren 90 won hij tweemaal een belangrijke Filipijnse onderscheiding als beste acteur. In 1993 won hij voor zijn rol in Sinungaling Mong Puso een FAMAS Award voor beste acteur en in 1996 volgde een Gawad Urian voor Sana Maulit Muli.
Muhlach had in het verleden een relatie met de voormalige Puerto Ricaanse Miss Universe Dayanara Torres. Ook was hij getrouwd met actrice Janice de Belen. Samen met haar kreeg hij in 1987 een zoon. In 2000 trouwde hij met presentatrice Charlene Gonzalez, de Filipijnse deelneemster aan Miss Universe 1994. Samen kregen ze een tweeling.